# Smithton (Illinois)
Smithton – wieś w Stanach Zjednoczonych, w stanie Illinois, w hrabstwie St. Clair.